# Sebastián Rozental
Sebastián Rozental, född 1 september 1976 i Santiago, är en chilensk före detta professionell fotbollsspelare som avslutade spelarkarriären 2008. Mellan 1995 och 2000 spelade han 27 matcher och gjorde två mål för det chilenska landslaget. 1996 blev han utsedd till årets fotbollsspelare i Chile.